# Автошлях Т 1729
Автошля́х Т 1729 — автомобільний шлях територіального значення у Полтавській області. Проходить територією Котелевського району. Фактично являє собою східний об'їзд Котельви на шляху прямування по Н12. Загальна довжина — 10,7 км.

## Маршрут
Автошлях проходить через такі населені пункти:
| Автошлях Т 1729    |     |
| Полтавська область |     |
| Котелевський район |     |
|                    | Н12 |
| Котельва           |     |
|                    | Н12 |